# Kuželov
Kuželov (in tedesco Kuzelau) è un comune della Repubblica Ceca facente parte del distretto di Hodonín, in Moravia Meridionale.